# Bobby Convey
Robert Francis Convey (Philadelphia, 1983. május 27. –) amerikai válogatott labdarúgó.

## Válogatott góljai
|   | Időpont          | Helyszín | Ellenfél   | Gólok | Eredmény | Kiírás                     |
| - | ---------------- | -------- | ---------- | ----- | -------- | -------------------------- |
| 1 | 2003. július 27. | Miami    | Costa Rica | 3–2   | 3–2      | 2003-as CONCACAF-aranykupa |

## Sikerek

### Klub
- Reading
  - Angol másodosztály bajnoka: 2005-06
- Sporting Kansas
  - Lamar Hunt U.S. Open Cup: 2012